# Bodilon di Treviri e Poitiers
Bodilon di Treviri e Poitiers (circa 600 – circa 643) fu conte di Parigi, figlio di Ansound di Treviri.

## Biografia
Bodilon era figlio di Ansound di Treviri (574-?), nipote di Garnier di Treviri (552–642) e che sposò Agiloginges. Nobile d'Austrasia, Neustrie, nobile di Digione, conte di Parigi, conte di Treviri e conte di Poitiers.
Badilon di Treviri o di Poitiers, sposò santa Sigrada di Sainte-Marie di Soissons. I suoi figli furono Guerino di Poitou (poi santo), e Leodegario di Autun (anch'esso santo), i quali vengono citati nelle Chroniques D'ANJOU e nelle Chroniques des comtes d'Anjou et des seigneurs d'Amboise.
Un'altra figlia di Badilon e Sigrada fu Adelaide di Thurgau, la quale sposò Chugus van Oostenrijk. Dal loro matrimonio nacque il futuro siniscalco dei merovingi, Ugoberto (645-698), il quale ebbe come figlia era Bertrada di Prüm (670 circa-dopo il 721, fondatrice dell'abbazia di Prüm e madre del conte Cariberto di Laon, padre di Bertrada di Laon, che a sua volta era madre di Carlo Magno).

## Discendenza
Bodilon sposò santa Sigrada d'Alsazia, figlia di Ansoud di Digione (580-627). Dalla loro unione nacquero sei figli:
- San Guerino, conte di Poitiers[18];
- Adele di Treviri, badessa di Pfalzel[13];
- Emnechilde, sposa di Sigeberto III e regina dei Burgundi[19];
- San Leodegario, vescovo di Autun[20];
- Didone, vescovo di Poitiers[21];
- Adelaide di Thurgau[13].